# アカボウシインコ
アカボウシインコ（赤帽子鸚哥、Amazona rhodocorytha）は、オウム目インコ科に分類される鳥類。

## 分布
ブラジル（エスピリトサント州、サンパウロ州、バイーア州、ミナスジェライス州、リオデジャネイロ州）

## 形態
全長35cm。尾羽は短い。上面は緑色、下面は淡緑色の羽毛で被われる。頭部は赤、頬は青、い羽毛で被われる。尾羽の先端は黄色。外側尾羽の羽軸の内側（内弁）基部には赤い斑紋が入る。人間でいう手首（翼角）を被う翼の色彩は黄色。初列風切の色彩は暗青色。
虹彩はオレンジ色。嘴の色彩は黄白色後肢の色彩は灰色。

## 生態
熱帯雨林に生息する。季節によっては標高1,000m以下の内陸部まで移動する。昼行性で、夜間になると大木の樹上に集まり休む。ペアもしくは群れを形成して生活する。
食性は植物食で、果実などを食べる。
繁殖形態は卵生。9-11月に卵を産むと考えられ、飼育下では4個の卵を産んだ例がある。抱卵期間は24日。育雛期間は34日。

## 人間との関係
開発による生息地の破壊、ペット用の乱獲などにより生息数は激減している。以前はアラゴアス州にも分布していたが、生息地が消失したため絶滅したと考えられている。